# Hexurellidae
Hexurellidae zijn een familie van spinnen. De familie telt 1 beschreven geslacht.

## Geslachten
- Hexurella Gertsch & Platnick, 1979